# Sólveig Anspach
Sólveig Anspach, född 8 december 1960 på Västmannaöarna, död 7 augusti 2015 i Drôme, var en isländsk-fransk filmregissör och manusförfattare. Hennes far var amerikan av tysk härkomst och hennes mor isländska; själv tillbringade hon merparten av sitt liv i Frankrike.
Anspach regidebuterade 1998 och uppmärksammades 1999 för långfilmen Haut les cœurs! som vann flera priser, bland annat fick huvudrollsinnehavaren Karin Viard ett Césarpris för sin insats och Anspach nominerades som bästa regissör. 2013 arbetade Anspach och Viard återigen tillsammans, denna gång i filmen Lulu femme nue, vilket gav Anspach hennes andra César-nominering. Hon regisserade även flera dokumentärfilmer, bland annat Made in the USA som hade premiär på filmfestivalen i Cannes och handlar om dödsstraff i Texas. Hennes sista film blev L'effet aquatique, som färdigställdes efter att Anspach gick bort till följd av bröstcancer.

## Filmografi (i urval)
- 1999 – Haut les cœurs!
- 2001 – Made in the USA
- 2003 – Stormy Weather
- 2008 – Skrapp út
- 2012 – Queen of Montreuil
- 2013 – Lulu femme nue
- 2015 – L'effet aquatique